# Jan Waldenström
Jan Gösta Waldenström, född 17 april 1906 i Stockholm, död 1 december 1996 i Malmö, var en svensk läkare inom internmedicin. Han var den som först beskrev sjukdomen primär makroglobulinemi, eller Morbus waldenström. Han var brorsonson till Paul Petter Waldenström och i sitt första äktenskap gift med dennes sondotter.

## Biografi
Waldenström växte upp i Stockholm i en familj med stark läkartradition. Hans far, Henning Waldenström (1877-1972), var professor i ortopedi, och hans farfar, Johan Anton Waldenström (1839-1879), var professor i internmedicin. 
Waldenström själv blev 1933 medicine licentiat och 1937 medicine doktor och docent i invärtes medicin vid Uppsala universitet på en doktorsavhandling om porfyri. Han blev 1947 professor i teoretisk medicin vid Uppsala universitet men övergick 1949 till Lunds universitet där han blev professor i praktisk medicin samt utnämndes till överläkare vid Malmö allmänna sjukhus.
Waldenström beskrev 1944 patienter som led av ett hyperviskositetssyndrom (trögflytande blod), med onormala lymfocyter och antikroppar som påverkade benmärgen dysfunktionellt. Symtomen var anemi, lever- och mjältförstoring (hepatosplenomegali) samt blödning från bland annat slemhinnor. Sjukdomen fick namnet primär makroglobulinemi, Waldenströms makroglobulinemi eller Morbus waldenström.
Waldenström blev 1950 ledamot av Fysiografiska sällskapet i Lund samt 1963 ledamot av Kungl. Vetenskapsakademien. Han var även hedersledamot av flera utländska vetenskapliga sällskap och var hedersdoktor i Oslo, Dublin och Oxford.
Jan Waldenström är begravd på Uppsala gamla kyrkogård. År 2012 uppkallades Jan Waldenströms gata på Skånes universitetssjukhus område i Malmö efter honom.

## Utmärkelser
- Kommendör av första klass av Nordstjärneorden, 6 juni 1972.[11]